# Jacobus Fruytier
Jacobus Fruytier (Middelburg, 5 juni 1659 - Rotterdam, 23 mei 1731) was een Nederlands predikant en theoloog.

## Biografie
Fruytier wordt geboren te Middelburg, in die tijd een van de belangrijkste steden van Nederland. Middelburg was een belangrijke handelsplaats, mede door de overkomst van rijke Antwerpse kooplieden. De vader van Jacobus, Isaak Fruytier was een welgestelde koopman en het is goed mogelijk dat de Fruytiers van oorsprong uit Antwerpen afkomstig waren. Men neemt aan dat Jacobus een kleinzoon of achterkleinzoon geweest is van Jan Fruytier of Fruytiers, geboren in Brabant in het begin van de zestiende eeuw. Deze Jan heeft in zijn tijd bekendheid genoten, o.a. doordat hij in dienst stond van Prins Willem I. Daarnaast staat hij te boek als een ijverig voorstander van de Reformatie. 
Na de lagere school werd Jacobus naar Dordrecht gestuurd voor verder onderwijs onder leiding van rector Petrus Surendonck. Vervolgens kwam hij terecht bij Melchior Leydekker, die toen nog predikant was te Renesse en Noordwelle. Deze gaf hem voornamelijk les in theologie en Oosterse talen. Toen deze leermeester in 1678 benoemd werd tot hoogleraar in Utrecht, ging Jacobus met hem mee. Op de theologische faculteit van de Universiteit van Utrecht had de geleerde Voetius zijn stempel gedrukt. En ook al was Voetius in 1676, dus vóór de komst van Fruytier, overleden, zijn invloed deed zich nog steeds gelden. 
Al snel wist hij zijn studie te voltooien. Op 15 mei 1681 werd hij tot proponent bevorderd, dat wil zeggen dat hij toen als afgestudeerd predikant beroepbaar was. Hij werd op 17 juli te Aardenburg beroepen en op 24 augustus deed Jacobus Fruytier aldaar zijn intrede met de volgende tekstwoorden: Gij nu, o mensenkind! Ik heb u tot een wachter gesteld over het huis Israels; zo zult gij het woord uit Mijn mond horen en hen van Mijnentwege waarschuwen. Fruytier liet zich kenmerken als een ernstige predikant en liet niet na zijn gemeente te waarschuwen tegen zondige praktijken. Door zijn geschriften wordt hij gezien als een vertegenwoordiger van de Nadere Reformatie. Fruytier achtte de belijdenis van het geloof niet genoeg voor de zaligheid. Men moet geloof beleven met het hart. Ondervindinge heet dat bij hem. Verder legt hij, net als de andere Nadere Reformatoren, de nadruk op de praktische vroomheid, een nauwe band tussen leer en leven.
In 1688 werd Fruytier beroepen door Dirksland, dat met Melissant en Herkingen verenigd was. Op 8 februari deed hij daar zijn intrede. Na Dirksland volgde Vlissingen, waar Fruytier op 30 september 1691 werd bevestigd. Bijna vier jaar diende hij deze gemeente, totdat zijn geboortestad Middelburg hem beriep. Op 5 juli 1695 deed hij zijn intrede. Toch zou Middelburg zijn laatste gemeente niet zijn. Op 18 april 1700 nam hij afscheid met de woorden van Handelingen 20 : 22-32. Dit Laatste vaart wel is in druk verschenen. Vervolgens werd Fruytier op 25 april te Rotterdam bevestigd. Tot aan zijn dood op 23 mei 1731 heeft hij daar gewoond en gewerkt. Hij werd in de Maasstad een geliefd prediker. Vooral door zijn geschriften maakte hij naam en een grote invloed ging van hem uit op het gereformeerde kerkvolk.
Tot twee keer toe is Fruytier getrouwd geweest. In 1683 huwde hij te Sluis met Rebecca Coolbrand. Na de dood van Rebecca hertrouwde hij met Agneta Sassenraad, die in 1753 op 86-jarige leeftijd overleed. Uit zijn huwelijk met Rebecca Coolbrand had Fruytier twee kinderen: Maria en Jacobus. Alleen de laatste zou hem overleven.

## Scholengemeenschap

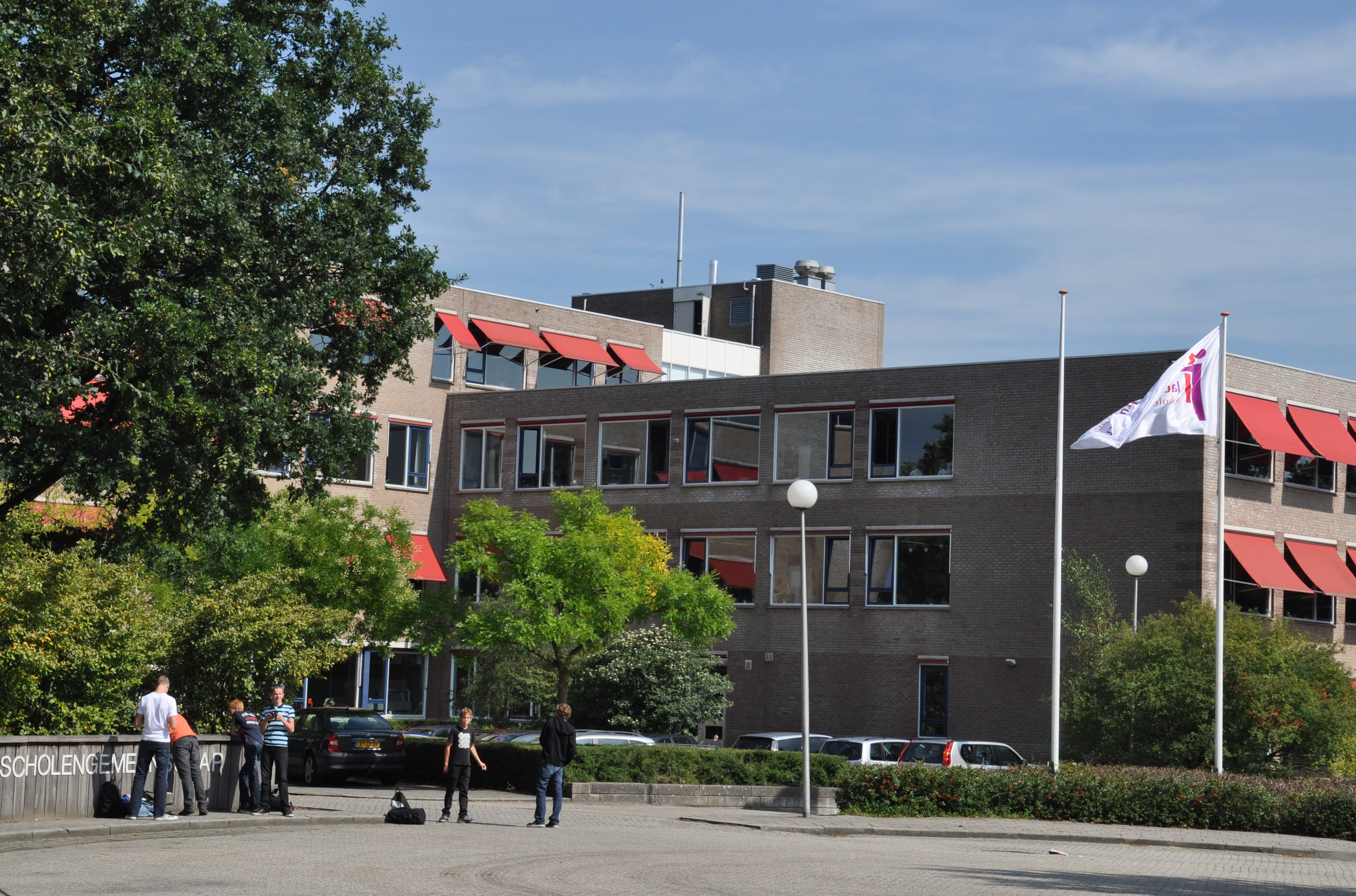
Jacobus Fruytier Scholengemeenschap, Apeldoorn

Op 1 april 1984 is in Apeldoorn een reformatorische scholengemeenschap opgericht, die naar hem is vernoemd. Als reden hiervoor wordt genoemd dat Fruytier zeer bewogen was met de jeugd. Deze Jacobus Fruytier scholengemeenschap heeft thans ongeveer 2.600 leerlingen